# ドブロヴァ＝ポルホフ・グラデツ
ドブロヴァ＝ボルホフ・グラデツ（Dobrova-Polhov Gradec, ドイツ語：Dobrova-Billichgratz）はスロベニアにある市。